# 何雪卿
何雪卿（葡萄牙語：Ho Sut Heng，1959年—），SLM，澳門人，汉族，中华人民共和国政治人物、第十二届全国人民代表大会澳门地区代表，澳门工会联合总会会长。

## 生平
2013年，担任全国人大代表。2018年2月24日，当选为第十三届全国人大代表。

## 荣誉

### 中国勋章奖章
- 银莲花荣誉勋章（澳门特别行政区，2019年9月30日公布[4]）